# Monte Spinarda
Il monte Spinarda è una montagna delle Prealpi Liguri alta 1.357 m s.l.m..

## Geografia

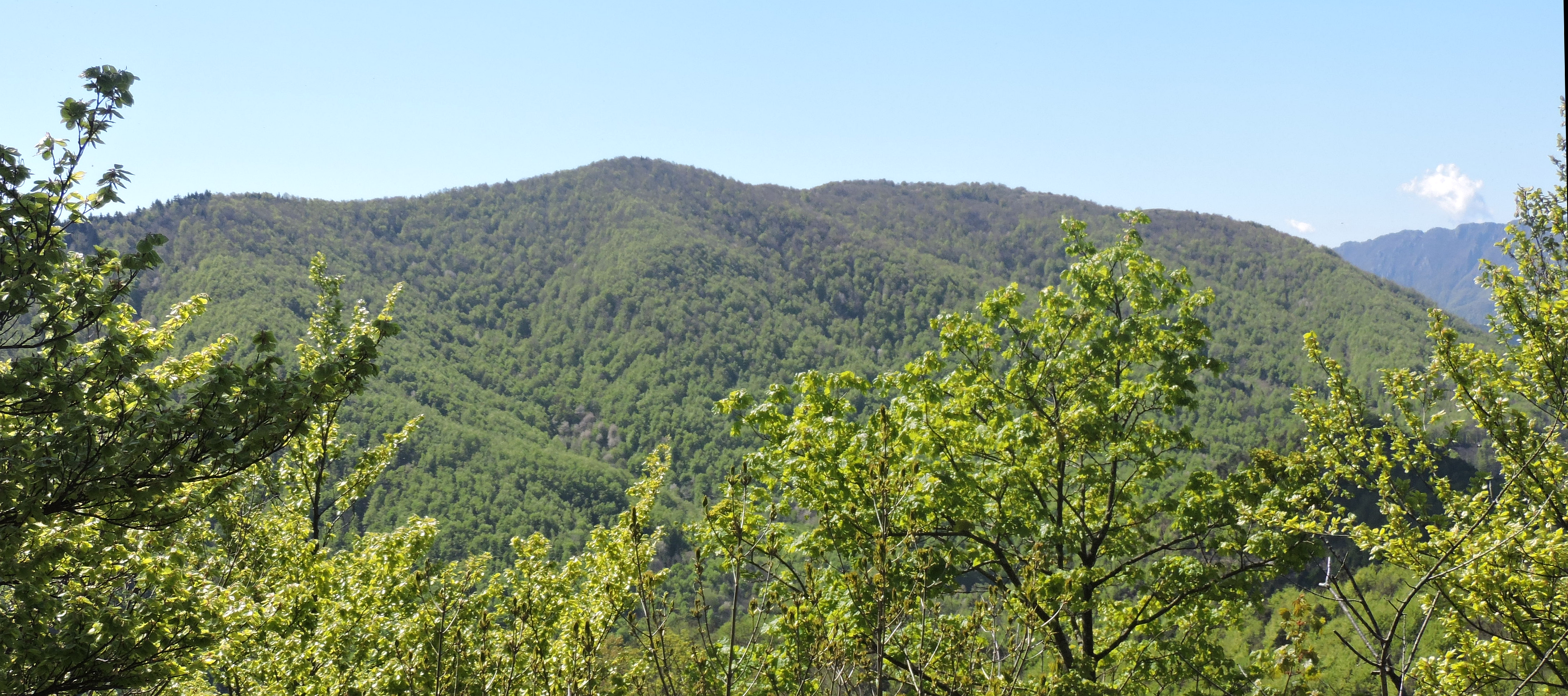
Vista dalla dorsale del Monte Sotta

Il monte si trova a breve distanza dello spartiacque che divide la Val Tanaro dalla Val Bormida, sul lato val Bormida. Dal crinale a quota 1275 si diparte un breve costolone che divide i valloni del rio Vetria (a nord-ovest) da quello del rio della Valle (a sud-est), entrambi tributari del Bormida di Millesimo, costolone che dopo il monte Spinarda si abbassa poi per esaurirsi sul fondovalle Bormida nei pressi di Caragna (comune di Calizzano). Per la vetta del monte Spinarda passa il confine amministrativo tra le province di Savona e di Cuneo e su di essa convergono i territori del comune ligure di Calizzano e di quelli piemontesi di Garessio e Priola. È la cima più alta della lunghissima costiera prima montuosa e poi collinare che, dipartendosi dalla catena principale alpina in corrispondenza del monte Cianea, separa la Val Tanaro dalla Val Bormida. Sulla sua cima sorge una croce alla cui base è collocato, dentro una cassettina metallica, un libro di vetta. La prominenza topografica del monte Spinarda è di 403 metri ed è data dalla differenza di quota tra la vetta (1357 m) e il punto di minimo situato in corrispondenza della sella a quota 954 m poco ad est del Colle San Bernardo.

## Geologia
Dalla montagna prendono il nome le anfiboliti di monte Spinarda, un tipo di roccia originata dal metamorfismo di materiali basaltici censito sulla Carta geologica d'Italia.

## Storia
La zona attorno al monte Spinarda fu teatro di operazioni belliche collegate alle due campagne d'Italia di Napoleone Bonaparte e nel 1799 le truppe francesi si attestarono attorno alla cima della montagna. Nei pressi della stessa, in località Vignale, nel'Ottocento si indagò sulla presenza di giacimenti d'oro sotto forma di solfato aurifero.

## Accesso alla cima

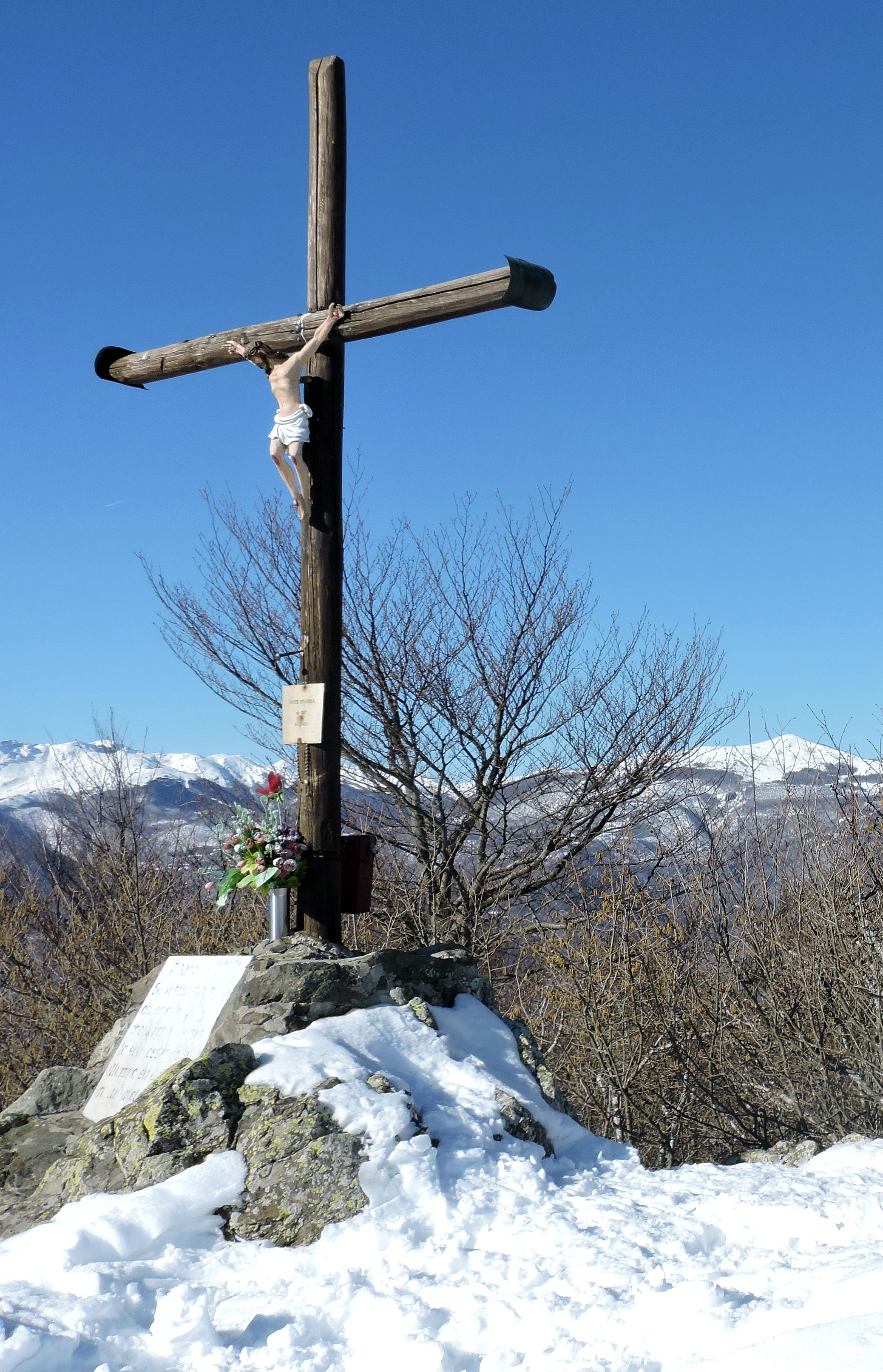
Croce di vetta

Il monte Spinarda può facilmente essere raggiunto per sentiero da varie parti. L'itinerario che parte dal Colle del Quazzo vi arriva da sud dopo essere passato nei pressi del Bric Meriano ma affrontando un maggiore dislivello si può anche partire da Calizzano o, ancora, dal Colle della Rionda. D'inverno, dopo abbondanti nevicate, la salita alla montagna con le ciaspole è apprezzata perché, pur essendo interessante da un punto di vista paesaggistico, è considerata a basso rischio di valanghe.

## Tutela naturalistica
Da un punto di vista ambientale la zona del monte Spinarda è caratterizzata da ampi boschi con prevalenza di faggi. Il versante ligure della montagna fa parte del SIC (Sito di importanza comunitaria) denominato Monte Spinarda - Rio Nero (codice: IT1323014 ).

### Cartografia
- Cartografia ufficiale italiana in scala 1:25.000 e 1:100.000, Istituto Geografico Militare. URL consultato il 24 febbraio 2018.
- Carta dei sentieri e stradale scala 1:25.000 n. 26 Bassa val Tanaro Val Bormida e Cebano, Ciriè, Fraternali editore.